# The Strand Musical Magazine
The Strand Musical Magazine was een maandelijks muziektijdschrift van Émile Hatzfeld uitgegeven bij George Newnes London. Het werd gepubliceerd in het Verenigd Koninkrijk van januari 1895 tot en met december 1897 en was een zusterblad van het succesvollere The Strand Magazine.
De eerste om en bij twintig bladzijden werden telkens gewijd aan allerlei artikelen en korte verhalen. De overige bladzijden bevatten gevarieerde volledige muziekwerken, meestal voor piano. Kenmerkend waren de interviews met prominente musici ("Interviews with Eminent Musicians").